# Nils Selander (konstnär)
Nils Gustaf Haqvin Selander, född 8 mars 1877 i Piteå, död 8 november 1949 i Stockholm, var en svensk antikhandlare, författare, journalist, målare och tecknare.
Han var son till danske och ryske vice konsuln Axel Bernhard Haqvin Selander och Elise Lundberg och gift andra gången med Lottie von Ribbeck. Selander hörde vid sekelskiftet till bohemkretsen vid Ernest Thiels konstnärshem Neglinge i Saltsjöbaden. Gruppen bestod av Ivar Arosenius och Gerhard Henning och vänskapen fortsatte senare dessa i Göteborg innan Arosenius bestämde sig för att flytta utomlands. Vid Arosenius avresa 1903 bestämdes att Selander skulle medfölja under resan och i Berlin målade Arosenius ett porträtt av Selander. Vid återkomsten till Stockholm 1904 övergick han från måleri till ett författarskap och publicerade 1905 en översättning av Oscar Wildes Dorian Grays porträtt. Han översatte även böcker av George Meredith och Gottfried Keller. Själv skrev han och gav ut romanerna De döfve 1905  och En kvinna utan allvar 1915. Han fick omkring 1908 ett uppslag om att skriva en monografi över vännen Arosenius som senare ej kom att utges. Efter första världskriget bosatte han sig i Tyskland där han huvudsakligen var verksam som korrespondent för Stockholmspressen och efter återkomsten till Sverige omkring 1930 öppnade han en antikhandel i Norrköping. Hans konstnärliga verksamhet var av en betydande omfattning och han finns representerad vid Uppsala universitetsbibliotek och Nationalmuseum. Nils Selander är begravd på Skogskyrkogården i Stockholm.